# Rosello
Rosello ist eine Gemeinde (comune) in Italien mit 166 Einwohnern (Stand: 31. Dezember 2023) in der Provinz Chieti in den Abruzzen. Sie liegt etwa 52 Kilometer südsüdöstlich von Chieti, gehört zur Comunità Montana Medio Sangro und grenzt unmittelbar an die Provinz Isernia (Molise). 